# Boleia
Boleia (português europeu) ou carona (português brasileiro) é uma forma de transporte em que uma ou mais pessoas são levadas de um ponto a outro por um terceiro de forma gratuita em seu veículo.

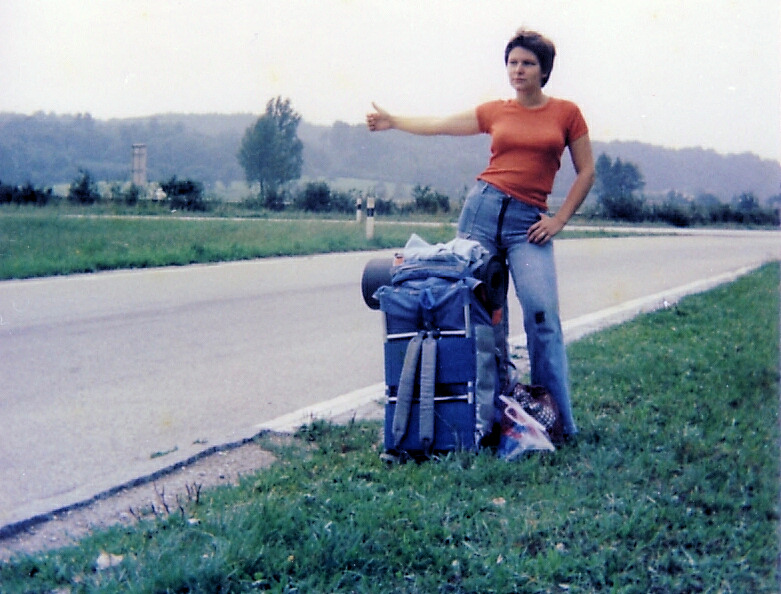
Esta viajante à boleia no Luxemburgo em 1977 ilustra gesto universal de pedir boleia: na berma da estrada, em pé, de polegar estendido.

A carona pode ainda ser solicitada em ruas e estradas. Neste último caso faz-se aquele gesto praticamente universal projetando uma das mãos à frente do corpo com o polegar apontando a direção que se deseja tomar.
Pedir boleia pode ser, em alguns locais, completamente proibido, como perto de prisões. Nos Estados Unidos algumas autoridades governamentais consideram a boleia como muito perigosa, não só pelos perigos associados às viagens com desconhecidos (especialmente no caso de mulheres sozinhas); alguns estados norte-americanos chegaram mesmo a erradicá-las sob determinadas circunstâncias: Utah, Pensilvânia, Nova Jérsei e Nevada.
Com a banalização desta forma de viagem, ainda que arriscada, e com o efeito de globalização da Internet, foram criadas diversas agências de coordenação entre viajantes: aqueles que se deslocam no seu veículo oferecem-se para dar boleia e registam a sua deslocação num site; os interessados podem consultar a lista e fazer largas distâncias em escalas, de forma organizada, podendo dividir os custos das viagens com os primeiros.

## Origens dos termos
O termo boleia tem sua origem no componente das antigas carruagens e - por extensão de sentido - passou a designar o habitáculo dos veículos, onde se encontram o motorista e os passageiros.
Por sua vez, carona era o nome dado a uma peça de couro colocada no lombo de animais de carga para transportar mercadorias, posteriormente, o termo passou a designar toda a parte traseira do animal. Assim, uma pessoa ou mercadorias podiam ser levadas na carona gratuitamente, aproveitando a viagem.

## Outros idiomas

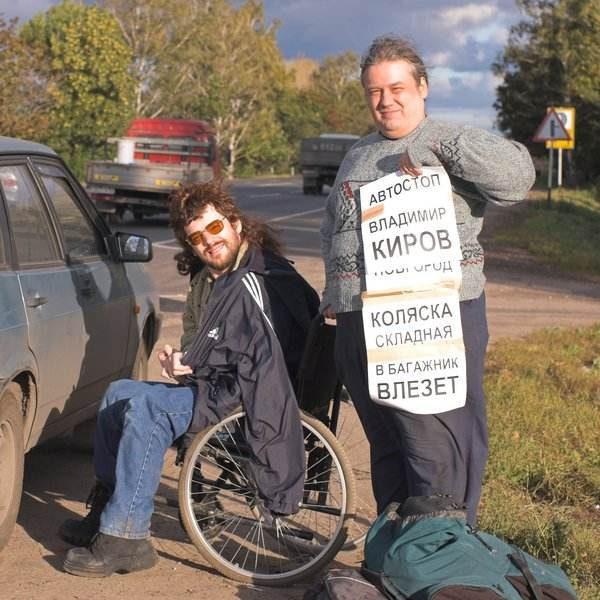

A boleia ou carona solicitada em ruas e estradas pode ser chamada autostop, um termo cunhado na França para o ato de estar à beira de uma via à espera de transporte.

## Economia compartilhada
Diferente da carona solidária, que acontece com uma troca de motoristas entre pessoas que fazem frequentemente o mesmo trajeto, surgiu também o conceito de caronas dentro do contexto da economia do compartilhamento. Isso acontece quando o motorista do carro vê as vagas "ociosas" do seu carro como uma forma de compartilhar aquele trajeto com outras pessoas. Nesse sentindo, a carona deixa de ser gratuita, mas adquire um valor razoável para ambas as partes. Em geral, esse valor é estabelecido com base no valor que a pessoa que pega carona pagaria por um transporte público coletivo no mesmo trajeto, ou outro valor definido entre as partes. Esse tipo de compartilhamento pode acontecer de forma espontânea, através de grupos pré-estabelecidos (alguns são grupos de emails, outros são grupos de WhatsApp ou de Facebook) ou através de uma plataforma que intermedia o encontro entre quem oferece a carona e quem quer pegar a carona..